# 京都府立丹波自然運動公園
京都府立丹波自然運動公園（きょうとふりつ たんばしぜんうんどうこうえん）は、京都府船井郡京丹波町（旧丹波町）の国道9号沿いに位置している都市公園（広域公園）である。面積は約52.7ha。
1970年（昭和45年）に、京都府政100周年を記念する事業として開園した。指定管理者制度に基づき、公益財団法人京都府立丹波自然運動公園協力会が管理・運営している。

## 施設
※有料施設ではそれぞれ予約・料金が必要（公式ホームページにて確認のこと）
公園監理施設
- 公園センター（案内所、研修室、会議室、休憩所）
- 喫茶コーナー
- 駐車場：無料

有料施設
- 陸上競技場（3種公認）
- 多目的グラウンド
- 軟式野球場（3面）
- 球技場（ソフトボール、グラウンド・ゴルフ等）
- テニスコート（16面）
- 体育館
- パターゴルフ場（18ホール）
- ファミリープール（7月15日から8月31日）

天文施設
- 丹波天文館（13:30 - 16:00、無料）

無料施設
- 子どもの広場（ジャイアントスライダー（45m）、コンビネーション遊具など）
- 森の遊び場（アスレチック遊具）
- 芝生広場
- ピクニックの丘
- クロスカントリーコース
- ゲートボール場（2面）
- 園内散歩道

宿泊施設
- 計37室（300人収容可）の宿泊施設
- 食堂
- 会議室
- 売店

## アクセス
- 〒622-0232　京都府船井郡京丹波町曽根崩下代110-7
  - 京都縦貫自動車道丹波ICから国道9号で約10分
  - JR園部駅から、中京交通「丹波自然運動公園前 京丹波町役場前」下車

## 沿革
- 1970年（昭和45年）：京都府立丹波自然運動公園開園
- 1980年（昭和55年）：体育館完成
- 1986年（昭和61年）：丹波天文館完成
- 1991年（平成3年）：ファミリープール、パターゴルフ場完成。この年、年間入場者数がピークの約60万人を記録
- 1992年（平成4年）：球技場、森の遊び場、ピクニックの丘、芝生広場などがある南区画の整備計15haが完成
- 2010年（平成22年）：開園40周年

## 京都府による新スタジアム建設候補地への提案
2010年に京都府が計画するサッカーなど球技専用スタジアムの建設計画が持ち上がり、2011年に京都府下の自治体に向けて候補地を募った際、京丹波町は京都府立丹波自然運動公園に近接する31ヘクタールを提案している。新スタジアムが完成すれば京都府立丹波自然運動公園と連携してスポーツ振興が図れるとアピールした。
5つの自治体候補から2012年に亀岡市が選ばれ、最終的にはサンガスタジアム_by_KYOCERAとしてスタジアムが完成し開場している。